# Frits Rosendaal
Frits Richard Rosendaal (Rotterdam, 5 oktober 1959) is een Nederlandse arts-epidemioloog en trombose-expert. Hij is verbonden aan het LUMC en  de Universiteit Leiden. Rosendaal wordt als onderzoeker naar stollingsfactoren van bloed (onder meer Factor V Leiden) veel geciteerd. Hij ontving in 2002 de Spinozapremie, een prestigieuze Nederlandse onderzoeksprijs.

## Leven en werk
Rosendaal studeerde tot 1985 geneeskunde aan de Erasmus Universiteit Rotterdam. In 1989 promoveerde hij in Leiden op een proefschrift over hemofilie. In het begin van zijn carrière onderzocht hij voornamelijk risicofactoren voor trombose. Later kreeg zijn onderzoek een bredere opzet, waarbij Rosendaal onder meer hart, hersenen, genetische mutaties en omgevingsfactoren betrok. Daarmee kwamen nieuwe risicofactoren voor trombose naar voren. 

## Factor V Leiden
Voor trombose zijn er diverse risicofactoren. Een daarvan is een afwijkend gen dat zorgt voor de aanmaak van een bepaalde stollingsfactor. Onderzoek van Rosendaal en collega’s maakte duidelijk dat dit een specifieke afwijking was, die Factor V Leiden werd gedoopt. Mensen met dit gen hebben een vijf keer verhoogde kans op trombose.

## Erkenning
Rosendaal publiceert zeer veel en hoort op zijn vakgebied tot de wereldtop. In dat kader paste de Spinozapremie die Rosendaal in 2002 ontving, alsmede zijn verkiezing tot lid van de Koninklijke Nederlandse Akademie van Wetenschappen en de Duitse Academie Leopoldina, en het eredoctoraat dat hij van de universiteit van Parijs ontving. 

## Publicaties (selectie)
- Meer dan duizend tijdschriftartikelen[3]
- SR Poort, FR Rosendaal, PH Reitsma, and RM Bertina: 'A common genetic variation in the 3'-untranslated region of the prothrombin gene is associated with elevated plasma prothrombin levels and an increase in venous thrombosis'. In: Blood, 88, 10 (1996)
- Koster, T., et al. "Mutation in blood coagulation factor V associated with resistance to activated protein C." In: Nature 369.6475 (1994): 6467.
- Frits Richard Rosendaal: Hemophilia. The best of times, the worst of times. Dordrecht, ICG Printing, 1989. (Proefschrift Leiden). Geen ISBN.
- Frits Rosendaal: De waarheid ligt zelden in het midden. Inaugurele rede, Leiden, 1998. Geen ISBN